# Hypocladia restricta
Hypocladia restricta là một loài bướm đêm thuộc phân họ Arctiinae, họ Erebidae.